# Julien Belleville
Pour les articles homonymes, voir Belleville.
Julien Belleville, né le 24 janvier 1823 à Bourmont (Haute-Marne) et mort le 29 mars 1896 dans le 17e arrondissement de Paris, est un ingénieur français et le créateur de la chaudière à tubes d'eau ainsi que l'inventeur de la rondelle ressort aussi connue comme « rondelle Belleville »[réf. nécessaire]

## Biographie

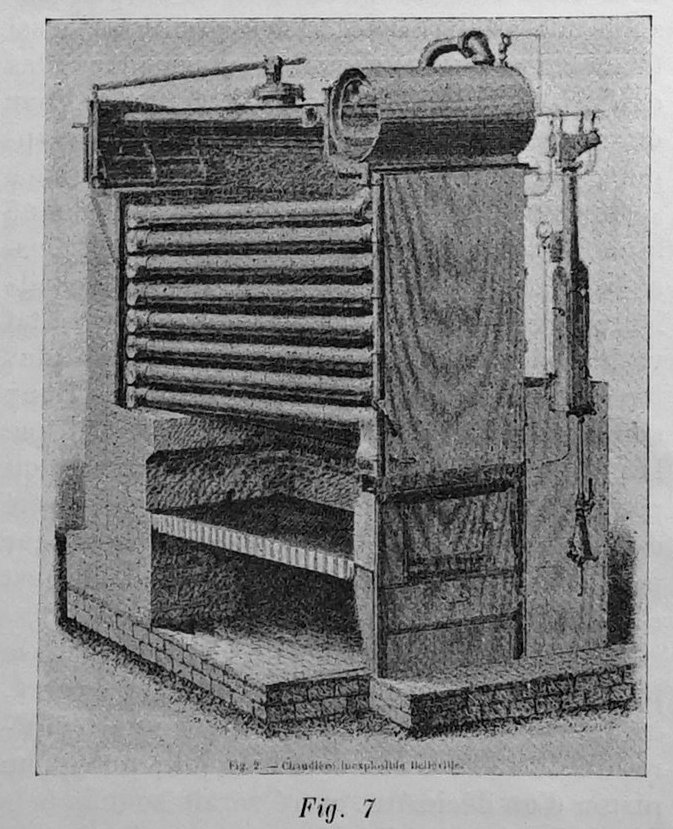
Chaudière type Belleville.

Il fonde les Ateliers et chantiers de l'Ermitage à Saint-Denis et devient président de nombreuses institutions professionnelles[Lesquelles ?]. 
Julien Belleville meurt en 1896 dans son domicile, rue d'Offémont (rue Henri-Rochefort depuis 1927) dans le 17e arrondissment de Paris. 
Son gendre, l'ingénieur Louis Delaunay-Belleville, occupera un siège de censeur (1897-1912) puis de régent de la Banque de France (1912, année de sa mort) et, par ailleurs, sera nommé directeur de l'Exposition universelle de 1900.

## Distinctions
- Chevalier de la Légion d'honneur en 1866.
- Officier de la Légion d'honneur en 1883[7].